# Marmalade SDK
Marmalade SDK —  кроссплатформенное SDK от компании Ideaworks3D Limited. Представляет собой набор библиотек, образцов, инструментов и документаций, необходимых для разработки, тестирования и развертывания приложений для мобильных устройств.

## История
Marmalade SDK ранее назывался Airplay SDK, а затем был переименован в июне 2011 года в Marmalade SDK, после выхода версии 5.0. SDK начал свою жизнь как внутренняя библиотека, используемая для разработки видеоигр для мобильных устройств в Ideaworks3D.
Основополагающей концепцией Marmalade SDK является однократное написание программы и компилирование её на все поддерживаемые платформы, без необходимости программирования на различных языках программирования и использования различных API для каждой платформы.
В 2016 году Marmalade SDK был приобретен японской компанией GMO Cloud.
В октябре 2018 года было объявлено о прекращении развития движка.

## Особенности

### Лицензирование
Чтобы использовать Marmalade SDK, необходимо приобрести лицензию. Лицензия требуется для каждого компьютера, на котором установлен Marmalade SDK.
После покупки компанией GMO Cloud старые тип лицензий были заменены на одну единственную Bridging License.

### Платформы
Marmalade SDK поддерживает развертывание приложений на различных платформах в зависимости от уровня приобретенной лицензии.
- Google Android (Все типы лицензий)
- BlackBerry OS PlayBook (Indie и выше)
- Apple iOS (Все типы лицензий)
- LG Smart TV (Professional и лицензированные LG разработчики)
- Apple Mac OS X (Plus и выше)
- Microsoft Windows (Plus и выше)
- Microsoft Windows Phone 8 (Indie и выше)
- Tizen (Indie и выше)

### Разработка
Основа Marmalade SDK состоит из двух основных слоев:
1. Низкоуровневый C API называется Marmalade System. Он обеспечивает уровень абстракций, позволяющий получить программисту доступ к функциям устройства, таким как управление памятью, доступ к файлам и сети, данным ввода (например: акселерометр, клавиатура, сенсорный экран), звуку.
2. Marmalade Studio C++ API, который обеспечивает функциональность высокого уровня, в основном направлен на поддержку 2D (например, обработка растровых изображений и шрифтов) и 3D-рендеринга графики.

## Игры
Это список известных игр, которые были построены с использованием Marmalade SDK.
- Cut the Rope
- Metal Gear Solid Mobile
- Call of Duty: World at War: Zombies
- Doodle Jump
- Draw Something
- Godus
- Shadow Fight 2
- Vector (игра)